# Marie-Alexandre Alophe
Marie-Alexandre Alophe, noto anche come Marie-Alexandre Menut Alophe (Parigi, 6 giugno 1812 – Parigi, 10 aprile 1883), è stato un pittore e incisore francese.
Allievo di Paul Delaroche e di Camille Roqueplan, è noto soprattutto come ritrattista, per la maggior parte litografie. Pubblicò le raccolte «Essais lithographiques» (1831) e «Les Femmes rêvées». Collaborò a varie riviste di pittura, tra cui la Revue des Peintres, attiva a Parigi dal 1830 al 1839, L'Artiste, La Caricature e La Gazette des Enfants (1833).
Illustrò il libro di Joseph Méry Quatre nouvelles humoristiques (1854).
Negli ultimi anni della sua vita fu direttore di uno studio fotografico.
Molte sue opere sono conservate nella Biblioteca nazionale di Francia.

## Fonti biografiche
- Menut Alophe sul sito Dictionnaire des illustrateurs.com